# Bandiera di Brema
La bandiera di Brema (utilizzata sia dalla città di Brema, in Germania, che dalla Libera Città Anseatica di Brema, in Germania) è composta da almeno otto strisce orizzontali uguali di rosso alternate a bianco, con asta portabandiera a scacchi. È colloquialmente nota come "Speckflagge" (bandiera a macchie). La bandiera civile non presenta uno stemma. Della bandiera di stato ne esistono tre versioni:
- La "Dienstflagge", che presenta lo stemma al centro.
- La "Staatsflagge", che presenta lo stemma a forma di bandiera e solitamente ha dodici strisce invece di otto.
- La "Dienstflagge der bremischen Schiffahrt", che presenta lo stemma a forma di bandiera al centro e un'ancora blu in un cantone bianco. Viene utilizzata sugli edifici statali adibiti alla navigazione e come martinetto sulle navi di Brema.

## Bandiere storiche

Bandiera di Brema, città anseatica.
Bandiera di servizio per le navi statali e gli edifici statali della Marina (1891–1892)
Bandiera dello Stato (Impero tedesco)
Bandiera pilota (1935–1945)
Bandiera del servizio navale (1893–1921)
Bandiera dell'amministrazione dei piloti, Brema (1895–1918)
Bandiera dell'Amministrazione doganale (1895–1918)
Bandiera del servizio navale (1921–1933)
Bandiera dell'Amministrazione doganale (1921–1933)
Bandiera del servizio navale (1933-1935)
Bandiera della Argo Shipping Company (1896–1922)
Bandiera della casa sventolata da Hamburg-Bremer Afrika-Linie. (1887–1939)
Bandiera della casa D. G. Neptun (1873–1974)
Bandiera della casa DDG Hansa (1881–1980)
Bandiera della casa Norddeutscher Lloyd (1857-1970)
Bandiera della casa del Rickmers Group (1982-oggi)
Bandiera della casa di Roland Line (1905–1959)
Bandiera della casa Unterweser Reederei (1890-presente)
Bandiera della casa FA Vinnen & Co. (1819-presente)
Bandiera della casa DH Wätjen & Co. (1821-1918)